# In Treatment
In Treatment (traducida en España y en Hispanoamérica como En terapia) es una serie de televisión estadounidense de HBO producida por Mark Wahlberg acerca de un psicoanalista, el doctor Paul Weston (interpretado por Gabriel Byrne), y sus sesiones semanales con sus pacientes. Está basada en una afamada serie israelí llamada BeTipul בטיפול («en terapia», en hebreo).
Se estrenó en la cadena estadounidense HBO, el 28 de enero de 2008. En abril de 2009, estrenó la segunda temporada de la serie, con nuevos pacientes, donde repiten los psicoanalistas Paul y Gina. La tercera temporada estrenó en octubre de 2010, y se redujo el número de casos a cuatro por semana.
En octubre de 2020, HBO confirmó que la serie regresaría para una cuarta temporada con Uzo Aduba en el papel principal. La temporada de 24 episodios se estrenó el 23 de mayo de 2021 y se transmitieron cuatro episodios semanales.

## Argumento
Paul es un psicoanalista con una consulta en las afueras de Maryland. La serie se desarrolla a través del día a día de la interacción con sus pacientes, y su propia supervisión como terapeuta. Cada episodio se centra en una única sesión de terapia con un paciente distinto para cada día de la semana, incluido él mismo con la sesión con su supervisora los viernes.

### Primera temporada
Durante la primera temporada, los lunes atiende a Laura, una joven sensual y en conflicto con sus relaciones, que la lleva a confrontar sus propios fantasmas en un contexto de crisis personal y prematrimonial. Los martes atiende a Alex, un piloto de la naval que se resiste a la terapia con conflictos con su profesión, su padre y su orientación sexual. Los miércoles, a Sophie, una adolescente con problemas familiares que atraviesa una crisis de crecimiento con pulsiones autodestructivas. Los jueves hacen terapia de pareja Jake y Amy. Finalmente, los viernes es el día en que el mismo Paul se somete a una terapia con Gina (interpretada por Dianne Wiest), su antigua mentora y psicoanalista, a quien lo unen historias decisivas del pasado personal y profesional.

### Segunda temporada
Paul se ha divorciado y se ha trasladado a Brooklyn. En el primer episodio continúa la serie a través de la relación con el padre de Alex. Este interpone una denuncia contra Paul por negligencia, que a su vez sirve de hilo conductor hasta el final de la temporada.

### Tercera temporada
Tras el episodio final de la segunda temporada, Leight, dijo en una entrevista que una tercera temporada sigue siendo una posibilidad, pero señaló que el show había sido agotador para todos los involucrados y también algo menos que un "éxito" para HBO. Sin embargo, el 23 de octubre de 2009, HBO anunció que habría una tercera temporada. La producción comenzó a principios de 2010 para un estreno a finales de octubre. En esta tercera temporada la consulta quedó definitivamente establecida en el apartamento de Paul en Brooklyn, Nueva York, la misma ubicación de su oficina en la segunda temporada.

### Temporada 4
En julio de 2020, se informó que HBO estaba desarrollando un reinicio de la serie. En octubre de 2020, HBO confirmó que la reactivación y la producción comenzaron a fines de 2020. La temporada de 24 episodios se estrenó el 23 de mayo de 2021 en HBO y HBO Max.  Jennifer Schuur y Joshua Allen sirven como co-showrunners para la cuarta temporada.
El elenco de la nueva temporada incluye:
- Uzo Aduba como la Dra. Brooke Lawrence, terapeuta[2]
- Anthony Ramos como Eladio, un paciente que trabaja como asistente de salud en el hogar para una familia adinerada[6]
- Liza Colón-Zayas como Rita, amiga de toda la vida de Brooke[7]
- John Benjamin Hickey como Colin, un delincuente de cuello blanco millonario que acaba de salir de la cárcel[7]
- Quintessa Swindell como Laila, la paciente adolescente rebelde de Brooke[7]
- Joel Kinnaman como Adam, el novio intermitente de Brooke desde hace mucho tiempo[8]

## Adaptaciones
El 14 de mayo de 2012 estrenó En terapia en TV Pública Argentina una adaptación local con reconocidos actores de la serie que se transmite a las 22.30, la franja más competitiva de la televisión argentina. En la misma se respetan el formato y los fundamentos de las historias pero adaptándolas al contexto local. Los personajes son el psicoanalista Guillermo Montes (Diego Peretti), acompañado los lunes con Marina (Julieta Cardinali), los martes con Gastón (Germán Palacios), los miércoles con Clara (Ailín Salas), los jueves con el matrimonio de Martín y Ana (Leonardo Sbaraglia y Dolores Fonzi) y los viernes con Lucía (Norma Aleandro), su propia terapeuta.